# Kostelj
Kostelj (lat. Squalus acanthias) je vrsta morskog psa iz porodice Squalidae. U Hrvatskoj ga još nazivaju azja, košćak, kucin, kučak, pas kostelj, pas kostić, pas košćenjak, pena.

## Rasprostranjenost
Kostelj obitava u mnogim svjetskim morima i oceanima. U Atlantiku ga se može naći na zapadnoj strani uz obale Sjeverne i Južne Amerike od Argentine do Grenlanda, te na istoku Atlantskih obala od Južne Afrike do Islanda te dalje prema sjeveru do ruskog grada Murmanska. Njegovo obitavalište su i Sredozemno i Crno more. U Tihom oceanu obitava od Beringova mora na zapadu do Novog Zelanda te istočno do južnih obala Čilea.
U Jadranu ga se može naći na svim dijelovima, a gušće je naseljen u sjevernom i srednjem dijelu Jadrana. Najčešće obitava na samom dnu. Jedna je od 29 vrsta morskih pasa koje obitavaju u Jadranu. Zalazi do 500 metara dubine.

## Opis
Oblik tijela kostelja karakterističan je za oblik tijela ostalih morskih pasa. Tijelo je duguljasto, vitko i u obliku vretena. Peraje su skladno raspoređene, a veličinom se posebno ističu prsne peraje. Repna peraja je asimetrična, gornji dio je znatno veći od donjeg. Glava mu je spljoštena, na vrhu zaobljena. Na donjoj strani glave nalaze se usta u obliku polumjeseca. Ima tri reda zuba, dugih, šiljastih i nazubljenih, karakterističnih za morske pse. 
Boja tijela kostelja je tamnosiva do svijetlosiva, mjestimice s bijelim pjegama, a u donjem dijelu tijela boja prelazi u bjelkastu. U Jadranu raste do najviše 120 cm u duljinu, a najveći teže do 7 kg. Prosječni kostelji teže oko 2 kg. U nekim drugim toplijim i ribom bogatijim morima kostelji rastu do 160 cm i preko 9 kg.
Kostelj se ne smatra opasnom vrstom morskih pasa, ali na početku leđnih peraja ima bodlje čiji je ubod bolan. Ponekad može slučajno ugristi.

## Ishrana
Kostelji su grabežljivci i proždrljivci. Hrane se sitnom ribom (uključujući i druge manje morske pse) i beskralježnjacima koji obitavaju na dnu te jeguljama, lignjama i hobotnicama.

## Razmnožavanje
Mužjaci postaju spolno zreli oko 11 godina starosti, kad narastu između 80 i 100 cm. Ženke spolnu zrelost dostižu kasnije, između 18. i 21. godine života za koje vrijeme izrastu između 100 i 120 cm.
Parenje kostelja se odvija u zimskim mjesecima. Mužjak u grlo jajovoda ženke ubrizga spermu. Oplođenja jaja se izvaljuju u majčinoj utrobi a nakon 18-24 mjeseca trudnoće ženka koti od 1 do 20 živih mladih, u prosjeku 6 do 7, dužine 20 do 30 cm.

## Gospodarska vrijednost
Meso kostelja je jestivo, bijelo i osrednjeg okusa. Najviše se izlovljava specijaliziranim parangalima te koćom, mrežama potegačama i stajačicama.

## Ugroženost i zaštita
Zbog kasnog dostizanja spolne zrelosti i niskog reproduktivnog kapaciteta, kostelj je jedna od ranjivijih vrsta morskih pasa kada je u pitanju izlov. Prirodni prirast populacije iznosi 2 do 7% godišnje. Procjenjuje se da se u protekle tri generacije (75 godina) globalna populacija kostelja smanjila za više od 30% te je stoga vrsta ocijenjena kao ranjiva od strane IUCN-a.

## Vanjske poveznice
|  | Zajednički poslužitelj ima još gradiva o temi Squalus acanthias |
|  | Wikivrste imaju podatke o taksonu Squalus acanthias             |

- Morski psi u Jadranu  Arhivirana inačica izvorne stranice od 3. travnja 2010. (Wayback Machine)